# Antena loop

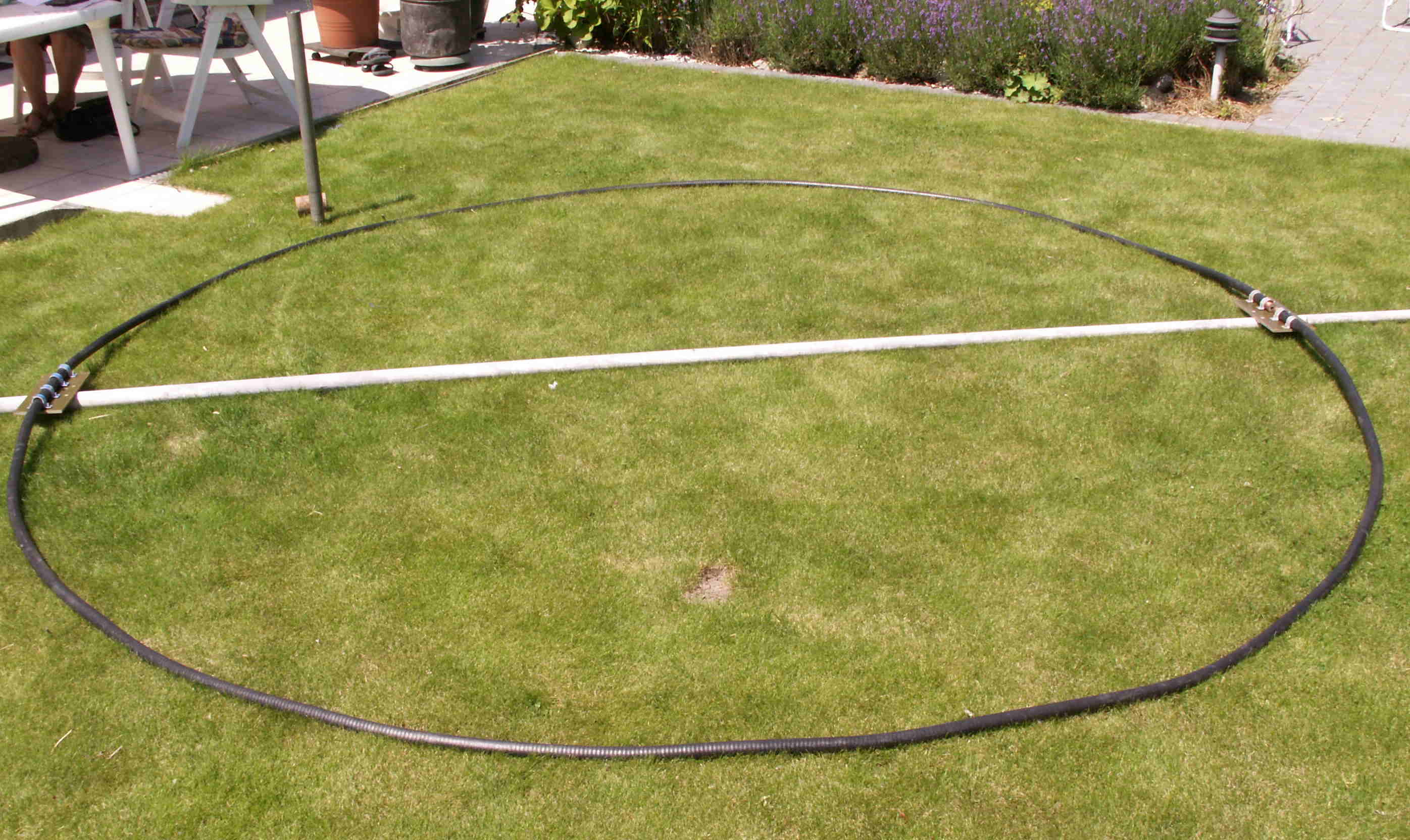
Uma antena loop para rádio amador em construção

Uma antena loop é formada por um condutor em um segmento contínuo entre um condutor de uma linha bipolar e o outro condutor. Todas as antenas loop planas são antenas direcionais e possuem um padrão de irradiação similar ao da antena dipolo.

## Loops pequenos

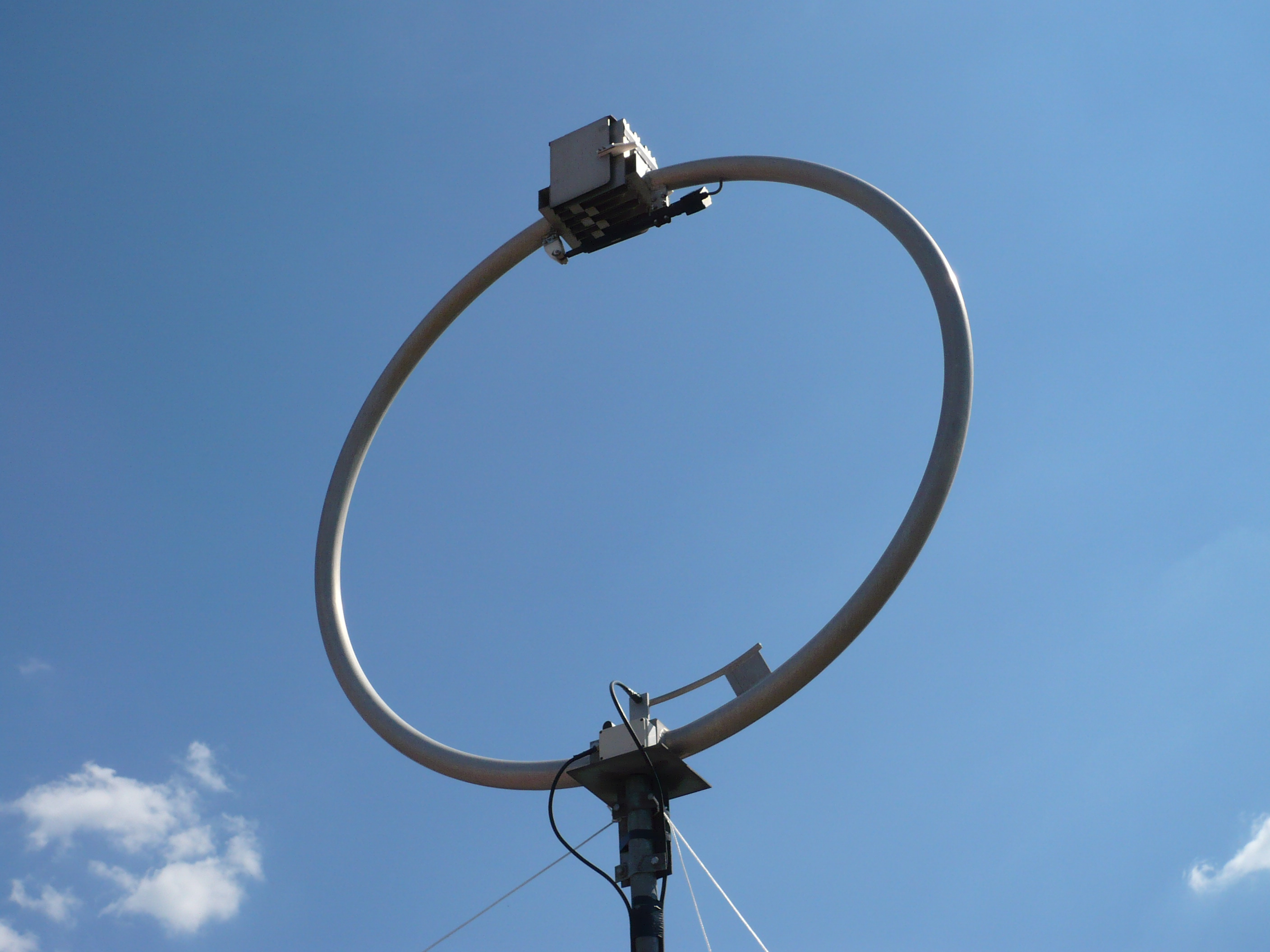
Uma antena loop para Ondas curtas

Um loop é considerado pequeno se tiver menos de 1/4 do comprimento de onda na circunferência. A maioria das antenas loop para recepção direcional possuem aproximadamente 1/10 do comprimento de onda. O loop pequeno é também conhecido como loop magnético por ser mais sensível ao componente magnético da onda eletromagnética. Assim, quando devidamente blindado, é menos sensível ao ruído elétrico próximo ao campo. A tensão recebida de um loop magnético pode ser muito maior, quando atuando em ressonância com um capacitor para sintonia.
Levando-se a simetria em consideração, quando um sinal é recebido ao longo do eixo do loop, serão induzidas tensões iguais em cada parte do loop. A saída de loop, que é a diferença entre as tensões, portanto, é zero em todos os casos. Para os sinais que chegam no plano do loop, há uma diferença de fase entre as tensões e isso produz uma potência máxima para o loop magnético.

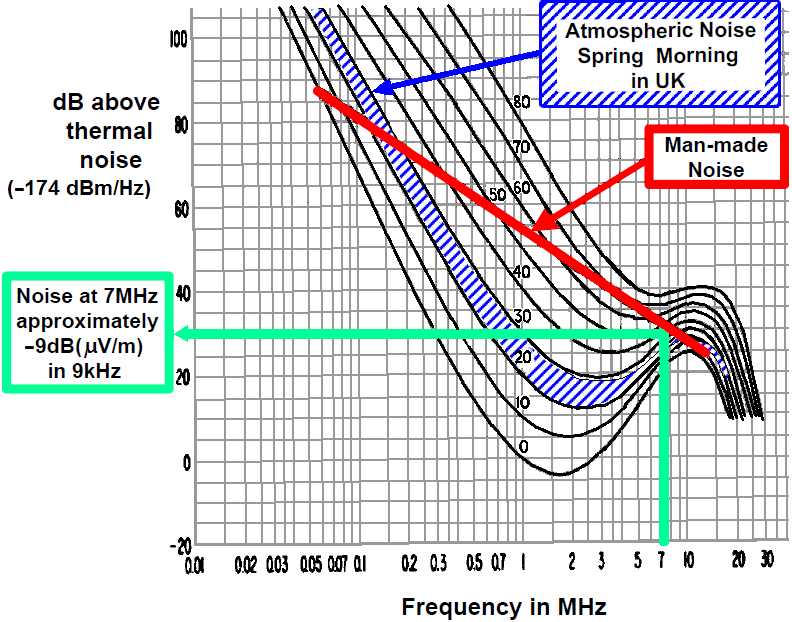
Quantidade de ruído atmosférico para o espéctro de BF, MF e AF de acordo com a CCIR 322

Mesmo sendo ineficientes, as antenas de loop magnéticas podem ser antenas eficazes para recepção. A resistência de radiação da antena RR de um loop magnético é frequentemente muito menor do que a resistência à perda RL da antena. A resistência à perda inclui não só a resistência DC da dissolução, mas também Efeito pelicular, efeito de proximidade, e as perdas do núcleo. Consequentemente, a maioria da potência do sinal recebido pode ser dissipada na resistência à perda ao invés de ser entregue ao receptor. Esta ineficiência do loop magnético não prejudica o desempenho de ruído de uma antena de recepção, porque o ruído atmosférico e o ruído humano pode dominar as baixas frequências. (CCIR 258; CCIR 322.) Por exemplo, em 1 MHz, o ruído produzido pelo homem pode ser 55 dB acima do nível mínimo do ruído térmico. Se a perda de um loop magnético for 50 dB (na verdade, a antena parece ser um atenuador de 50 dB), de que a antena teria pouco impacto sobre o sistema de recebimento da relação sinal-ruído. Em contra-partida, nas frequências VHF mais silenciosas, uma antena com uma perda de 50 dB irá degradar a relação sinal-ruído em 50 dB.

## Loops médios
Existem dois casos especiais de antenas loop que não são nem longas nem curtas, e possuem características particulares:
- Loop de meia-onda, um dipolo de meia-onda curvado em um círculo, pode ser montado em um plano horizontal como uma antena omnidirecional de polarização horizontal.
- Loop de onda-completa, um elemento da antena quadro, que irradia em seu eixo (incomum para um loop) e é polarizado de acordo com a posição do ponto de alimentação.